# Liga Premier Nacional de Jamaica 2019-20
La Liga Premier Nacional 2019-20 fue la edición número 46 de la Liga Premier Nacional. Comenzó el 1 de septiembre de 2019 y debió haber culminado el 29 de marzo de 2020. debido a la pandemia del Covid-19, provocó que la Federación de Fútbol de Jamaica (JFF) abandonara dicho torneo.

## Formato
En el torneo participarán 12 equipos que jugarán tres veces entre sí mediante el sistema todos contra todos, totalizando 33 partidos cada uno. Al término de las 33 jornadas los seis primeros clasificados pasarán a jugar los play-offs donde el club campeón junto al subcampeón, de cumplir con los requisitos establecidos, podrían participar en el Campeonato de Clubes de la CFU 2021. Por otra parte, los últimos clasificados descenderán a sus ligas de origen.

## Equipos participantes
| Equipo             | Ciudad          | Estadio                          | Aforo  |
| ------------------ | --------------- | -------------------------------- | ------ |
| Arnett Gardens FC  | Kingston        | Anthony Spaulding Sports Complex | 2,200  |
| Cavalier SC        | Kingston        | Stadium East                     | 3,000  |
| Dunbeholden FC     | Spanish Town    | Prison Oval                      | 2,000  |
| Harbour View FC    | Kingston        | Harbour View Stadium             | 7,000  |
| Humble Lions FC    | May Pen         | Effortville Community Centre     | 3,000  |
| Molynes United FC  | Kingston        | Independence Park                | 35,000 |
| Mount Pleasant FC  | Saint Ann's Bay | Drax Hall Sports Complex         | 2,000  |
| Portmore United FC | Spanish Town    | Prison Oval                      | 2,000  |
| Tivoli Gardens FC  | Kingston        | Edward Seaga Sports Complex      | 5,000  |
| UWI FC             | Kingston        | UWI Mona Bowl                    | 3,000  |
| Vere United FC     | Hayes           | Wembley Centre of Excellence     | 1,000  |
| Waterhouse FC      | Kingston        | Drewsland Stadium                | 2,500  |

### Ascensos y descensos
| Pos. | Descendidos de Liga Premier Nacional 2018-19 |
| ---- | -------------------------------------------- |
| 11.º | Montego Bay United FC                        |
| 12.º | Reno FC                                      |

| Pos. | Ascendidos de Ligas regionales |
| ---- | ------------------------------ |
| LR   | Molynes United FC              |
| LR   | Vere United FC                 |

## Tabla General
| Pos. | Equipo          | Pts. | PJ | G  | E  | P  | GF | GC | Dif. |
| ---- | --------------- | ---- | -- | -- | -- | -- | -- | -- | ---- |
| 1    | Waterhouse      | 54   | 29 | 15 | 9  | 5  | 50 | 27 | +23  |
| 2    | Mount Pleasant  | 53   | 29 | 16 | 5  | 8  | 43 | 22 | +21  |
| 3    | Portmore United | 46   | 28 | 14 | 4  | 10 | 38 | 28 | +10  |
| 4    | Humble Lions    | 46   | 28 | 12 | 10 | 6  | 30 | 23 | +7   |
| 5    | Tivoli Gardens  | 43   | 29 | 12 | 7  | 10 | 39 | 34 | +5   |
| 6    | Dunbeholden     | 43   | 29 | 12 | 7  | 10 | 34 | 30 | +4   |
| 7    | Arnett Gardens  | 42   | 29 | 11 | 9  | 9  | 40 | 42 | −2   |
| 8    | Cavalier        | 39   | 29 | 10 | 9  | 10 | 41 | 33 | +8   |
| 9    | Harbour View    | 39   | 29 | 10 | 9  | 10 | 29 | 35 | −6   |
| 10   | Molynes United  | 29   | 29 | 8  | 5  | 16 | 30 | 47 | −17  |
| 11   | UWI             | 18   | 29 | 2  | 12 | 15 | 26 | 51 | −25  |
| 12   | Vere United     | 18   | 29 | 2  | 12 | 15 | 19 | 47 | −28  |

Actualizado a los partidos jugados el 21 de marzo de 2021.
 Fuente: 